# Aktiogavialis
Aktiogavialis es un género extinto de crocodiliano gavialoideo que vivió durante el Oligoceno al Mioceno, hace 28 a 6.8 millones de años. Se ha descrito a dos especies, Aktiogavialis puertoricensis y Aktiogavialis caribesi.
Siendo un gaviálido típico, Aktiogavialis mantenía el plan corporal característico de los crocodilianos: un cuerpo cuadrúpedo, alargado y bajo terminado con una cola aplanada lateralmente, y con un especializado estrecho hocico en su cráneo. Como ocurre con otros miembros de su familia, el hocico de Aktiogavialis era sumamente largo y estrecho, que se vuelve una estructura delgada tras pasar las órbitas oculares. Basándose en los restos fragmentarios descubiertos, la especie fue diferenciada de sus parientes próximos por la posición única y la geometría de sus elementos craneanos. Los análisis filogenéticos indican que sus parientes más cercanos eran los gaviales extintos Gryposuchus y Siquisiquesuchus.
La especie tipo del género, A. puertoricensis, fue descrita en 2007. El holotipo, designado como UPRMP 3094, fue descubierto en depósitos de Puerto Rico que datan del Oligoceno. Los depósitos, parte de la Formación San Sebastián a lo largo del Río Guatemala en Puerto Rico, han provisto de otros fósiles de crocodilianos. Los restos de Aktiogavialis eran extremadamente fragmentarios, consistentes en un cráneo incompleto con elementos del neurocráneo y otros elementos dispersos del cráneo.
Los sedimentos marinos y los nanofósiles que forman parte de los depósitos en que se encontró el espécimen, indican que A. puertoricensis tenía una distribución marina. Esto contrasta con los gavialoideos actuales, los cuales residen exclusivamente en los ríos de agua dulce del Sur de Asia. Aunque los fósiles hallados en sedimentos de deltas posiblemente pudieron ser removidos del río hacia zonas de islas, el espécimen de Aktiogavialis fue hallado en una localidad que era básicamente isleña. Esto ha llevado a especular que los gavialoideos fueron reptiles parcial o principalmente de agua salada antes de la evolución de los representantes actuales del grupo.
El nombre del género, Aktiogavialis, se deriva de las palabras del idioma griego aktios (costa) y gavialis (gavial). Este se traduce aproximadamente como "gavial costero", refiriéndose a su distribución de tipo estuarina. El nombre de la especie,  puertoricensis hace referencia al país en que se descubrió el espécimen original.